# Theridion oswaldocruzi
Theridion oswaldocruzi är en spindelart som beskrevs av Claude Lévi 1963. Theridion oswaldocruzi ingår i släktet Theridion och familjen klotspindlar. Inga underarter finns listade i Catalogue of Life.